# Christopher Maboulou
Christopher Maboulou, né le 19 mars 1990 à Montfermeil, en Seine-Saint-Denis, et mort le 10 janvier 2021 dans la même ville, est un footballeur franco-congolais, évoluant au poste de milieu de terrain offensif au Thonon Évian Grand Genève FC avant sa tragique disparition.

## Biographie

### Carrière en club

#### Débuts à La Berrichonne (2009-2014)
Christopher Maboulou fait ses débuts en équipe de La Berrichonne de Châteauroux le 9 avril 2010 face au Stade lavallois. Il entre en jeu à la 74e minute en remplacement de Rudy Haddad. Il dispute en deux saisons dix-neuf matchs avec le club.
En juillet 2011, lors du stage d'avant-saison, il est déclaré inapte à la pratique du football à la suite d'un malaise cardiaque subi en mars de la même année.
Après deux saisons sans jouer, il reçoit l'autorisation de reprendre son activité à la suite de l'amélioration de son état de santé. Il réintègre alors l'effectif du club, où il signe un contrat d'un an.
Le 21 mars 2014, une polémique éclate à son sujet lors de la rencontre face au SM Caen. Alors que Caen mène 1 à 0 à la 94e minute de jeu, un coup franc de Nasser Chamed est dévié de la main par Christopher Maboulou. Dans un premier temps, le but est accordé par l'arbitre Christian Guillard puis est ensuite refusé. Le joueur et le staff s'indignant de cette décision, l'arbitre valide de nouveau le but, un scénario jamais vu dans l'histoire du football français. Cette polémique aura un tel impact que Christopher Maboulou est pris en grippe par de nombreux chroniqueurs comme Pierre Ménès qui accusera Maboulou d'être "un tricheur" et sera constamment sifflé par tous les autres stades. Malgré ses excuses officielles, il sera suspendu 3 matchs pour son geste. Ce geste, qui n'évitera pas la relégation en National du club, occulte sa belle saison, qui le voit participer à 32 rencontres de championnat (28 titularisations), marquer 10 buts et délivrer 3 passes décisives.

#### Passage en Corse (2014-2016)
Libre, il rejoint la Corse et le Sporting Club de Bastia. Il s'y distingue rapidement, dès la journée d’ouverture lors de la réception de l’Olympique de Marseille, après neuf minutes, il décoche une reprise de volée des 25 mètres qui fait mouche, avant de doubler la mise à la 73e minute (score final 3-3). Sa saison se complique pour lui en janvier 2015, à la suite d'une blessure survenue lors de la 21e, il perd sa place dans le onze bastiais. Sur le reste de l'année civile 2015, il ne connait que 2 titularisations et 6 entrées en jeu en championnat. Lors de la saison 2015-2016, malgré la blessure de François Kamano et le faible rendement de Brandão, Axel Ngando, Florian Raspentino ou le jeune Julien Romain lui sont préférés.

#### Départ en Grèce (2016-2017)
Le 7 juillet 2016, il signe en Grèce au PAS Giannina.

#### Retour en France
Le 9 août 2018, il signe en faveur de l'AS Nancy-Lorraine. Il fait sa première apparition sous le maillot nancéien en remplaçant Nguessan lors de la 7e journée face au Havre, la journée suivante l'ASNL se déplace au Gazelec Ajaccio, sur une très mauvaise série de 7 défaites en autant de rencontres sans avoir marqué le moindre but, Christopher Maboulou fête sa première titularisation et va en profiter pour inscrire son premier but et offrir la première victoire (0-1) de la saison à son nouveau club. Les supporters nancéiens ont dû attendre 678 minutes pour voir le premier but de la saison de leur équipe.  
Il enchaine 9 matchs consécutifs. 
En 2019, à la suite de l'arrivée d'Alain Perrin et de cinq nouvelles recrues, il perd sa place dans le groupe et doit se contenter d'une seule et unique apparition lors du derby Metz-Nancy (3-0).

### En sélection nationale
Retenu par Claude Le Roy pour participer à la CAN 2015 avec le Congo, il ne rejoint pas Saly où a lieu le stage de préparation. Son agent explique que son absence est due au fait que son passeport français est périmé.

### Décès
Il décède le dimanche 10 janvier 2021, d’un arrêt cardiaque durant un match entre amis à Montfermeil,.